# Josquin Desprez
Josquin Desprez, trascritto anche come Des Prez, Des Prés o Desprès, in Italia comunemente chiamato Giosquino Dascanio oppure Iodocus Pratensis (1450 circa – Condé-sur-l'Escaut, 27 agosto 1521), è stato un compositore franco-fiammingo. Figura imprescindibile della musica quattro-cinquecentesca, egli è considerato come uno dei più grandi compositori della storia della musica occidentale.

## Biografia
È uno dei più grandi rappresentanti della scuola franco-fiamminga, con i contemporanei Heinrich Isaac, Jacob Obrecht e Pierre de La Rue.
Nacque verosimilmente tra il 1450 e il 1455, probabilmente nei dintorni di San Quintino, in Piccardia. Fu adottato nel 1466 dalla famiglia degli zii Lebloitte, che avevano Desprez come soprannome di famiglia, a Condé-sur-l'Escaut, dove il compositore trascorrerà gli ultimi vent'anni della sua vita. È accertato che non era nato a Condé, dal momento che l'atto di morte, redatto proprio a Condé, lo dichiara aubain, cioè straniero. Studiò a San Quintino, dove era fanciullo cantore presso la basilica reale. Il primo impiego di cui abbiamo notizia certa è ad Aix-en-Provence tra il 1477 e il 1478, come cantore della cappella di Renato d'Angiò.

Tra il 1483 e il 1484, entrò a servizio della corte milanese degli Sforza: al seguito del cardinale Ascanio Sforza, fu probabilmente a Roma nel 1484-85 e a Parigi nel 1489. Formalmente, il compositore era "cantore ducale", cioè al servizio del giovane duca Gian Galeazzo Sforza, ma di fatto il governo del ducato era fermamente nelle mani di Ludovico il Moro, fratello maggiore del duca e reale patrono di Josquin.

Tra 1489 e il 1495 circa, Josquin prestò servizio presso la cappella pontificia a Roma. Dopo alcuni viaggi in Francia, si trasferì per un certo periodo a Ferrara per servire Ercole I d'Este. Per lui scriverà la messa Hercules dux Ferrarie il cui tenor è tratto dalle vocali del nome del committente (è formato cioè dalle note il cui nome contiene tali vocali: Re-Ut-Re-Ut-Re-Fa-Mi-Re, tenendo presente che all'epoca la nota Do si chiamava ancora Ut). Dopo il 1505 si trasferì in Francia, non smettendo comunque di viaggiare. Morì a Condè-sur-l'Escaut nel 1521.
Autore di una ventina di messe, composte secondo varie tecniche (come la messa su cantus firmus, la messa parafrasi, la messa parodia) e basate anche su musiche profane, come la celebre melodia L'homme armé, un centinaio di mottetti, oltre 50 opere vocali profane (chansons e frottole) in francese e italiano, Desprez fu punto di riferimento per tutti i contemporanei e oltre, fino ad essere elogiato anche da Lutero, Palestrina e Orlando di Lasso. La sua importanza è indicata anche dal fatto che lo stampatore Ottaviano Petrucci dedicò alle sue messe ben tre libri nei primi due decenni del XVI secolo. La fama di Josquin fu tale che in molti vollero pubblicare musiche firmate col suo nome per favorirne il successo. Va quindi considerato che una composizione a lui attribuita da una fonte del XVI secolo può non essere sua.
Tra le sue messe, oltre alla Hercules dux Ferrarie e alle due messe L'homme armé (Missa l'homme armé sexti toni e Missa l'homme armé super voces musicales), ricordiamo la Missa de beata Virgine, la Missa La sol fa re mi, e la Missa Pange lingua, che è probabilmente l'ultima da lui scritta. Tra i suoi mottetti spiccano il mottetto per il periodo natalizio Praeter rerum seriem a sei voci, il Miserere a cinque voci, Ave Maria, Virgo serena a quattro voci e Tu solus qui facis mirabilia a quattro voci. Come il contemporaneo Pierre de La Rue e altri musicisti fiamminghi, ad esempio Johannes Ockeghem, Josquin utilizzò abbastanza spesso la scrittura in canone.
Il vasto repertorio profano abbraccia svariate tematiche, sia francesi che tipicamente italiane, tra cui quella popolare o quella della frottola; non si possono quindi non citare brani celeberrimi quali Mille regretz, El Grillo, Baisé moy, ma doulce amye, En l'hombre d'ung boissonet, Scaramella va alla guerra, In te Domine speravi, per trovar pietà e molto altro.
Per la chiarezza espressiva e per l'equilibrio presente fra il testo e la musica, peraltro sostenuta da felice invenzione melodica e ampia conoscenza del contrappunto, egli è unanimemente considerato come uno dei più rappresentativi musicisti del Rinascimento. La sua opera si mostrò aperta a tutte le forme e a tutte le tecniche note al suo tempo, quindi appare sia una sintesi di una cultura musicale, sia un'anticipazione dei percorsi evolutivi della polifonia europea.

## Riconoscimenti
- A Desprez è stato intitolato il cratere Despréz, sulla superficie di Mercurio.
- Venne definito il Michelangelo della musica e potrebbe essere il soggetto del quadro di Leonardo da Vinci Ritratto di musico (riconosciuto in precedenza come Franchino Gaffurio).[5]